# Liga Națională de baschet masculin 2016-2017
Liga Națională de baschet masculin 2016-2017 a fost cea de a 66-a ediție a primului eșalon valoric al campionatului național de baschet masculin românesc. Competiția a fost organizată de Federația Română de Baschet (FRB). Campioana a devenit U-BT Cluj-Napoca

## Sistemul competițional
Conform deciziei Biroului Federal al FRB din 17 iunie 2016, Liga Națională de baschet masculin sezonul 2016-2017 va avea următoarea desfășurare:
- O grupă de 12 echipe - fiecare echipă va juca cu fiecare în sistem tur-retur
- La finalul celor 22 de etape, în urma clasamentului, primele șase echipe se vor afla în grupa 1-6, iar următoarele șase echipe în grupa 7-12 (punctele obținute în prima fază a competiției vor fi păstrate). Fiecare echipă din grupă va juca cu fiecare echipă din aceeași grupă în sistem tur-retur
- Primele 2 echipe din grupa 7-12 vor intra, alături de echipele din grupa 1-6, în grupa 1-8 de play-off, unde se vor juca trei tururi (sferturi de finală (sistemul cel mai bun din 3 meciuri), semifinale (sistemul cel mai bun din 3 meciuri) și finala (sistemul cel mai bun din 5 meciuri))
- Echipele învinse în sferturile de finală nu vor mai juca
- Echipele din grupa 9-12 nu vor mai juca urmând a păstra locul din clasamentul grupei 7-12.

## Echipe participante
Cu excepția celor 10 echipe care în ediția anterioară s-au clasat pe locuri care le-au permis să rămână în Liga Națională, au mai promovat din Liga I, echipele CSM Ploiești și BCM Olimpic Baia Mare care au încheiat pe primele două locuri turneul de promovare desfășurat la Ploiești la sfârșitul lunii mai 2016.
Echipele care vor participa în sezonul competițional 2016-2017 al Ligii Naționale de baschet masculin sunt: 
| - CSM CSU Oradea - BC Mureș Târgu Mureș - Steaua CSM Eximbank București - U-BT Cluj-Napoca - SCMU Craiova - CSU Atlassib Sibiu | - CS Phoenix Galați - CS Dinamo București - BCM U Pitești - BC SCM Timișoara - BCM Olimpic Baia Mare |

### Retrageri
Echipa CSM Ploiești, care a promovat din Liga I la sfârșitul sezonului trecut, a anunțat la 19 septembrie 2016 că se retrage din competiție din cauza problemelor financiare. Ca urmare, Federația Română de Baschet a decis ca programul meciurilor să rămână neschimbat, urmând ca adversarele echipei ploieștene să nu joace în etapele în care trebuiau să întâlnească pe CSM Ploiești.
Echipa BCM Olimpic Baia Mare, care a promovat din Liga I la sfârșitul sezonului trecut, a anunțat la 16 februarie 2017 că se retrage din competiție din cauza problemelor financiare. Ca urmare, Federația Română de Baschet a decis ca programul meciurilor să rămână neschimbat, urmând ca adversara echipei băimărene să nu joace în ultima etapă a sezonului regulat. Toate rezultatele echipei din Baia Mare au fost anulate de Federația Română de Baschet 
Înaintea anulării tuturor rezultatelor echipei din Baia Mare, clasamentul se prezenta în felul următor:
| Poz. | Echipa                        | J  | V  | Î  | P  | PM   | PP   | PPM  | PPPM | Calificare în |
| ---- | ----------------------------- | -- | -- | -- | -- | ---- | ---- | ---- | ---- | ------------- |
| 1    | U-BT Cluj-Napoca              | 19 | 17 | 2  | 36 | 1643 | 1417 | 86.5 | 74.6 | Play-off      |
| 2    | Steaua CSM Eximbank București | 19 | 14 | 5  | 33 | 1626 | 1459 | 85.6 | 76.8 | Play-off      |
| 3    | CSU Atlassib Sibiu            | 19 | 13 | 6  | 32 | 1537 | 1424 | 80.9 | 74.9 | Play-off      |
| 4    | BC SCM Timișoara              | 20 | 12 | 8  | 32 | 1600 | 1554 | 80.0 | 77.7 | Play-off      |
| 5    | BCM U Pitești                 | 19 | 11 | 8  | 30 | 1485 | 1415 | 78.2 | 74.5 | Play-off      |
| 6    | CSM CSU Oradea                | 19 | 10 | 9  | 29 | 1457 | 1379 | 76.7 | 72.6 | Play-off      |
| 7    | ABC Mureș Târgu Mureș         | 19 | 9  | 10 | 28 | 1507 | 1502 | 79.3 | 79.1 | Play-out      |
| 8    | CS Phoenix Galați             | 19 | 7  | 12 | 26 | 1494 | 1562 | 78.6 | 82.2 | Play-out      |
| 9    | CS Dinamo București           | 19 | 6  | 13 | 25 | 1457 | 1548 | 76.7 | 81.5 | Play-out      |
| 10   | SCMU Craiova                  | 19 | 5  | 14 | 24 | 1481 | 1527 | 77.9 | 80.4 | Play-out      |
| 11   | BCM Olimpic Baia Mare         | 19 | 1  | 18 | 20 | 1229 | 1729 | 64.7 | 91.0 | Play-out      |
| 12   | CSM Ploiești                  | 0  | 0  | 0  | 0  | 0    | 0    | 0    | 0    | Play-out      |

Legendă:
J = meciuri jucate;
V = victorii;
Î = înfrângeri;
P = puncte;
PM = puncte marcate;
PP = puncte primite;
MPM = media punctelor marcate/meci;
MPP = media punctelor primite/meci

### Sălile de sport
| Echipa                        | Oraș        | Arenă                                    | Capacitate (locuri) |
| ----------------------------- | ----------- | ---------------------------------------- | ------------------- |
| CSM Oradea                    | Oradea      | Arena „Antonio Alexe”                    | 2.200               |
| BC Mureș Târgu Mureș          | Târgu Mureș | Sala Sporturilor Târgu Mureș             | 2.000               |
| Steaua CSM Eximbank București | București   | Sala Regimentul de Gardă “Mihai Viteazu” | 300                 |
| U-BT Cluj-Napoca              | Cluj-Napoca | Sala Polivalentă Cluj Napoca             | 7.277               |
| SCMU Craiova                  | Craiova     | Sala Polivalentă Craiova                 | 4.000               |
| CSU Atlassib Sibiu            | Sibiu       | Sala Transilvania                        | 3.000               |
| CS Phoenix Galați             | Galați      | Sala Sporturilor Galați                  | 1000                |
| CS Dinamo București           | București   | Sala Sporturilor Dinamo                  | 2.500               |
| BCM U Pitești                 | Pitești     | Sala Sporturilor Trivale                 | 1.600               |
| BC SCM Timișoara              | Timișoara   | Sala Sporturilor „Constantin Jude”       | 2.200               |
| BCM Olimpic Baia Mare         | Baia Mare   | Sala Sporturilor „Lascăr Pană”           | ??                  |

### Antrenori și căpitani de echipă
| Echipa                        | Antrenor                  | Căpitan |
| ----------------------------- | ------------------------- | ------- |
| CSM CSU Oradea                | Cristian Achim            |         |
| BC Mureș Târgu Mureș          | Szászgáspár Barnabás      |         |
| Steaua CSM Eximbank București | Claudiu Fometescu         |         |
| U-BT Cluj-Napoca              | Mihai Silvășan            |         |
| SCMU Craiova                  | Vladimir Vuksanovic       |         |
| CSU Atlassib Sibiu            | Cătălin Vulc Dan Fleșeriu |         |
| CS Phoenix Galați             | Florin Nini               |         |
| CS Dinamo București           | Milija Bogicevic          |         |
| BCM U Pitești                 | Hristu Șapera             |         |
| BC SCM Timișoara              | Cristian Bota             |         |
| BCM Olimpic Baia Mare         | Sebastian Marc Dan Domșa  |         |

### Schimbări de antrenori
| Data plecării   | Echipa              | Antrenorul care pleacă | Motivul plecării        | Data angajării  | Antrenorul care vine | Anterior sosirii a fost             | Note   |
| --------------- | ------------------- | ---------------------- | ----------------------- | --------------- | -------------------- | ----------------------------------- | ------ |
| 9 iunie 2016    | U-BT Cluj-Napoca    | Marcel Țenter          | Încheierea contractului | 9 iunie 2016    | Mihai Silvășan       | antrenor secund la U-BT Cluj-Napoca | [ 8 ]  |
| 13 iulie 2016   | CS Dinamo București | Aleksandar Todorov     |                         | 13 iulie 2016   | Milija Bogicevic     |                                     | [ 9 ]  |
| 3 ianuarie 2017 | BC SCM Timișoara    | Nenad Matic            | Demisie                 | 3 ianuarie 2017 | Cristian Bota        | antrenor secund la BC SCM Timișoara | [ 10 ] |

## Clasament sezonul regulat după Faza I
| Poz. | Echipa                        | J  | V  | Î  | P  | PM   | PP   | PPM  | PPPM | Calificare în |
| ---- | ----------------------------- | -- | -- | -- | -- | ---- | ---- | ---- | ---- | ------------- |
| 1    | U-BT Cluj-Napoca              | 18 | 16 | 2  | 34 | 1557 | 1365 | 86.5 | 75.8 | Play-off      |
| 2    | Steaua CSM Eximbank București | 18 | 12 | 6  | 30 | 1484 | 1396 | 82.4 | 77.6 | Play-off      |
| 3    | CSU Atlassib Sibiu            | 18 | 12 | 6  | 30 | 1431 | 1345 | 79.5 | 74.7 | Play-off      |
| 4    | BC SCM Timișoara              | 18 | 10 | 8  | 28 | 1440 | 1430 | 80.0 | 79.4 | Play-off      |
| 5    | BCM U Pitești                 | 18 | 9  | 9  | 27 | 1397 | 1394 | 77.6 | 77.4 | Play-off      |
| 6    | CSM CSU Oradea                | 18 | 9  | 9  | 27 | 1341 | 1348 | 74.5 | 74.9 | Play-off      |
| 7    | BC Mureș Târgu Mureș          | 18 | 8  | 10 | 26 | 1425 | 1451 | 79.2 | 80.6 | Play-out      |
| 8    | CS Dinamo București           | 18 | 5  | 13 | 23 | 1374 | 1492 | 76.3 | 82.9 | Play-out      |
| 9    | CS Phoenix Galați             | 18 | 5  | 13 | 23 | 1374 | 1507 | 76.3 | 83.7 | Play-out      |
| 10   | SCMU Craiova                  | 18 | 4  | 14 | 22 | 1376 | 1471 | 76.4 | 81.7 | Play-out      |
| 11   | BCM Olimpic Baia Mare         | 0  | 0  | 0  | 0  | 0    | 0    | 0    | 0    | Play-out      |
| 12   | CSM Ploiești                  | 0  | 0  | 0  | 0  | 0    | 0    | 0    | 0    | Play-out      |

Legendă:
J = meciuri jucate;
V = victorii;
Î = înfrângeri;
P = puncte;
PM = puncte marcate;
PP = puncte primite;
MPM = media punctelor marcate/meci;
MPP = media punctelor primite/meci

## Rezultate sezonul regulat - Faza I
Notă: Rezultatele echipei BCM Olimpic Baia Mare au fost anulate cu o etapă înaintea încheierii sezonului regulat după ce echipa a notificat FRB că se retrage din competiție.

### Etapa I
| 18 septembrie 2016 20:00 |

| Boxscore |

| BCM U Pitești                                                | 75–49 | CS Phoenix Galați                               |
| Scorul pe sferturi: 20-6, 21-11, 21-18, 13-14                |       |                                                 |
| Pt: Mladenovic 18 Rec: Kabongo, Mladenovic 9 Pase: Kabongo 7 |       | Pt: Bojovic 15 Rec: Milovanovic 7 Pase: Pesic 4 |

| 19 septembrie 2016 18:00 |

| Boxscore |

| BC SCM Timișoara                                                             | 82–97 | U-BT Cluj-Napoca                                                        |
| Scorul pe sferturi: 19-23, 22-24, 15-25, 26-25                               |       |                                                                         |
| Pt: Cakarevic, Popa Calotă 17 Rec: Komatina 3 Pase: Cakarevic, Popa Calotă 5 |       | Pt: Dykes, Moldoveanu 22 Rec: Moldoveanu 8 Pase: Moldoveanu, Adamovic 6 |

| 19 septembrie 2016 18:00 |

| Boxscore |

| BCM Olimpic Baia Mare                          | 76–102 | Steaua CSM Eximbank București                             |
| Scorul pe sferturi: 15-23, 18-38, 20-25, 23-16 |        |                                                           |
| Pt: Macura 19 Rec: Smart 9 Pase: Rosemond 3    |        | Pt: Jevtovic 17 Rec: Jevtovic 10 Pase: Long, Runkauskas 5 |

| 19 septembrie 2016 18:30 |

| Boxscore |

| CSU Atlassib Sibiu                                         | 88–72 | SCMU Craiova                                |
| Scorul pe sferturi: 26-16, 20-21, 21-23, 21-12             |       |                                             |
| Pt: Mijajlovic 21 Rec: Hardy, Popescu 8 Pase: Mijajlovic 6 |       | Pt: Abrams 20 Rec: Fraseniuc 8 Pase: Sepa 5 |

| 19 septembrie 2016 20:00 |

| Boxscore |

| ABC Mureș Târgu Mureș                          | 70–76 | CSM Oradea                                    |
| Scorul pe sferturi: 25-22, 18-17, 18-22, 9-15  |       |                                               |
| Pt: Martinic 21 Rec: Barham 9 Pase: Martinic 8 |       | Pt: Barnette 21 Rec: Barnette 11 Pase: Zeno 7 |

- CS Dinamo București nu a jucat în această etapă ca urmare a retragerii din competiție a echipei CSM Ploiești.

### Etapa a II-a
| 24 septembrie 2016 17:30 |

| Boxscore |

| CS Dinamo București                                     | 64–73 | BC SCM Timișoara                                |
| Scorul pe sferturi: 17-23, 16-19, 18-12, 13-19          |       |                                                 |
| Pt: Sutalo, Thomasson 14 Rec: Tasic 8 Pase: Thomasson 7 |       | Pt: Mocrițchi 23 Rec: Drăgușin 9 Pase: Calotă 6 |

| 23 septembrie 2016 17:45 |

| Boxscore |

| CSM Oradea                                                       | 81–73 | BCM U Pitești                                        |
| Scorul pe sferturi: 26-21, 17-12, 16-17, 22-23                   |       |                                                      |
| Pt: Mirkovic 17 Rec: Mirkovic, Barnette 6 Pase: Mirkovic, Zeno 7 |       | Pt: Marinov, Tudor 14 Rec: Hunter 10 Pase: Kabongo 7 |

| 23 septembrie 2016 20:00 |

| Boxscore |

| CS Phoenix Galați                                | 80–78 | ABC Mureș Târgu Mureș                          |
| Scorul pe sferturi: 19-24, 17-16, 25-20, 19-18   |       |                                                |
| Pt: Bojovic 23 Rec: Milovanovic 6 Pase: Petică 5 |       | Pt: Martinic 22 Rec: Barham 6 Pase: Martinic 6 |

| 23 septembrie 2016 19:00 |

| Boxscore |

| SCMU Craiova                                    | 87–65 | BCM Olimpic Baia Mare                                   |
| Scorul pe sferturi: 28-16, 21-17, 19-11, 19-21  |       |                                                         |
| Pt: Abrams 25 Rec: Abrams, Paul 10 Pase: Sepa 9 |       | Pt: Macura 19 Rec: Macura 11 Pase: Macura, Dumitrescu 2 |

| 23 septembrie 2016 19:30 |

| Boxscore |

| Steaua CSM Eximbank București                              | 77–68 | CSU Atlassib Sibiu                       |
| Scorul pe sferturi: 16-17, 17-15, 23-21, 21-15             |       |                                          |
| Pt: Dudzinski 22 Rec: Malesevic, Runkauskas 5 Pase: Long 7 |       | Pt: Hardy 17 Rec: Hardy 10 Pase: Hardy 7 |

- U-BT Cluj-Napoca nu a jucat în această etapă ca urmare a retragerii din competiție a echipei CSM Ploiești.

### Etapa a III-a
| 10 octombrie 2016 18:00 |

| Boxscore |

| ABC Mureș Târgu Mureș                          | 69–82 | U-BT Cluj-Napoca                                   |
| Scorul pe sferturi: 23-22, 13-17, 17-20, 16-23 |       |                                                    |
| Pt: Barham 18 Rec: Martinic 6 Pase: Martinic 7 |       | Pt: Moldoveanu 27 Rec: Moldoveanu 10 Pase: Rasic 9 |

| 9 octombrie 2016 17:15 |

| Boxscore |

| BCM U Pitești                                   | 81–71 | CS Dinamo București                          |
| Scorul pe sferturi: 18-14, 24-19, 18-20, 21-18  |       |                                              |
| Pt: Hunter 19 Rec: Mladenovic 7 Pase: Kabongo 7 |       | Pt: Sutalo 17 Rec: Tasic 8 Pase: Thomasson 5 |

| 10 octombrie 2016 19:45 |

| Boxscore |

| CSU Atlassib Sibiu                                  | 74–70 | CSM Oradea                                                |
| Scorul pe sferturi: 13-20, 17-28, 23-10, 21-12      |       |                                                           |
| Pt: Hardy, Mijajlovic 20 Rec: Hardy 7 Pase: Davis 5 |       | Pt: Barnette 19 Rec: Denison 8 Pase: Mirkovic, Mandache 3 |

| 22 noiembrie 2016 18:00 |

| Boxscore |

| BCM Olimpic Baia Mare                                     | 71–81 | CS Phoenix Galați                          |
| Scorul pe sferturi: 24-24, 16-17, 12-23, 19-17            |       |                                            |
| Pt: Pajkovic 17 Rec: Pavlovic 10 Pase: Macura, Pajkovic 4 |       | Pt: Pesic 23 Rec: Brandon 6 Pase: Waters 6 |

| 11 octombrie 2016 19:00 |

| Boxscore |

| BC SCM Timișoara                                  | 62–60 | SCMU Craiova                                   |
| Scorul pe sferturi: 16-15, 17-18, 19-16, 10-11    |       |                                                |
| Pt: Jeremic 18 Rec: Popa Calotă 7 Pase: Jeremic 4 |       | Pt: Marinovic 17 Rec: Paul 8 Pase: Marinovic 4 |

- Steaua CSM Eximbank București nu a jucat în această etapă ca urmare a retragerii din competiție a echipei CSM Ploiești.

### Etapa a IV-a
| 14 octombrie 2016 17:15 |

| Boxscore |

| CS Dinamo București                            | 83–92 | ABC Mureș Târgu Mureș                         |
| Scorul pe sferturi: 31-23, 13-24, 14-23, 25-22 |       |                                               |
| Pt: Graham 16 Rec: Tasic 13 Pase: Tasic 6      |       | Pt: Mohammed 26 Rec: Kalve 7 Pase: Martinic 8 |

| 15 octombrie 2016 19:00 |

| Boxscore |

| U-BT Cluj-Napoca                                    | 72–73 | BCM U Pitești                                        |
| Scorul pe sferturi: 17-21, 16-15, 21-18, 18-19      |       |                                                      |
| Pt: Moldoveanu 24 Rec: Dykes, Barro 8 Pase: Rasic 7 |       | Pt: Gabric 20 Rec: Marinov, Gabric 6 Pase: Kabongo 5 |

| 15 octombrie 2016 20:00 |

| Boxscore |

| Steaua CSM Eximbank București                            | 85–71 | BC SCM Timișoara                                                |
| Scorul pe sferturi: 19-19, 27-18, 19-18, 20-16           |       |                                                                 |
| Pt: Jevtovic 27 Rec: Jevtovic 7 Pase: Long, Runkauskas 5 |       | Pt: Jeremic, Komatina 15 Rec: Drăgușin 9 Pase: patru jucători 4 |

| 16 noiembrie 2016 : |

| Boxscore |

| CS Phoenix Galați                                 | 81–90 | CSU Atlassib Sibiu                                                |
| Scorul pe sferturi: 25-21, 14-19, 12-26, 30-24    |       |                                                                   |
| Pt: Bojovic 20 Rec: Milovanovic 9 Pase: Brandon 6 |       | Pt: trei jucători 17 Rec: Williams 9 Pase: Williams, Mijajlovic 6 |

- SCMU Craiova nu a jucat în această etapă ca urmare a retragerii din competiție a echipei CSM Ploiești.

### Etapa a V-a
| 21 octombrie 2016 18:00 |

| Boxscore |

| SCMU Craiova                                    | 80–69 | CS Phoenix Galați                                |
| Scorul pe sferturi: 17-16, 22-16, 27-18, 14-19  |       |                                                  |
| Pt: Marinovic 20 Rec: Fraseniuc 9 Pase: Aktas 4 |       | Pt: Bojovic 20 Rec: Milovanovic 8 Pase: Waters 4 |

| 22 octombrie 2016 17:00 |

| Boxscore |

| BCM Olimpic Baia Mare                                    | 78–75 | CS Dinamo București                                   |
| Scorul pe sferturi: 25-20, 11-25, 17-14, 25-16           |       |                                                       |
| Pt: Pajkovic 18 Rec: Dohi 8 Pase: Dumitrescu, Pavlovic 4 |       | Pt: Orbeanu 19 Rec: Tasic 9 Pase: Thomasson, Sutalo 6 |

| 22 octombrie 2016 18:00 |

| Boxscore |

| CSU Atlassib Sibiu                             | 84–87 | U-BT Cluj-Napoca                               |
| Scorul pe sferturi: 27-26, 19-15, 20-19, 18-27 |       |                                                |
| Pt: Davis 24 Rec: Williams 7 Pase: Davis 7     |       | Pt: Dykes 23 Rec: Barro 9 Pase: Dykes, Rasic 4 |

| 22 octombrie 2016 18:00 |

| Boxscore |

| BC SCM Timișoara                               | 76–57 | BCM U Pitești                                       |
| Scorul pe sferturi: 19-21, 21-11, 20-15, 16-10 |       |                                                     |
| Pt: Jeremic 20 Rec: Păun 6 Pase: Otasevic 8    |       | Pt: Mladenovic 20 Rec: Mladenovic 8 Pase: Kabongo 5 |

| 22 noiembrie 2016 19:30 |

| Boxscore |

| Steaua CSM Eximbank București                   | 90–86 | CSM Oradea                                     |
| Scorul pe sferturi: 26-17, 17-22, 23-25, 24-22  |       |                                                |
| Pt: Dudzinski 20 Rec: Dudzinski 8 Pase: Long 13 |       | Pt: Denison 19 Rec: Denison 8 Pase: Mirkovic 9 |

- ABC Mureș Târgu Mureș nu a jucat în această etapă ca urmare a retragerii din competiție a echipei CSM Ploiești.

### Etapa a VI-a
| 29 octombrie 2016 17:00 |

| Boxscore |

| CSM Oradea                                                 | 73–58 | SCMU Craiova                              |
| Scorul pe sferturi: 23-11, 19-15, 18-18, 13-14             |       |                                           |
| Pt: Mirkovi 22 Rec: Fraseniuc 9 Pase: Barnette, Nicoară 11 |       | Pt: Paul 19 Rec: Paul 8 Pase: Marinovic 5 |

| 29 octombrie 2016 19:00 |

| Boxscore |

| U-BT Cluj-Napoca                              | 91–69 | BCM Olimpic Baia Mare                            |
| Scorul pe sferturi: 26-9, 18-24, 27-15, 20-21 |       |                                                  |
| Pt: Torok 25 Rec: Barro 10 Pase: Dykes 8      |       | Pt: Pajkovic 13 Rec: Pavlovic 9 Pase: Rosemond 4 |

| 22 octombrie 2016 18:00 |

| Boxscore |

| CS Phoenix Galați                                 | 74–78 | Steaua CSM Eximbank București                            |
| Scorul pe sferturi: 18-15, 15-21, 20-21, 21-21    |       |                                                          |
| Pt: Bojovic 17 Rec: Milovanovic 6 Pase: Bojovic 6 |       | Pt: Runkauskas 19 Rec: Jevtovic 10 Pase: șase jucători 2 |

| 30 octombrie 2016 20:00 |

| Boxscore |

| CS Dinamo București                            | 79–73 | CSU Atlassib Sibiu                       |
| Scorul pe sferturi: 18-20, 15-18, 17-24, 29-11 |       |                                          |
| Pt: Sutalo 19 Rec: Tasic 12 Pase: Tasic 7      |       | Pt: Hardy 24 Rec: Hardy 10 Pase: Hardy 8 |

| 31 noiembrie 2016 18:00 |

| Boxscore |

| ABC Mureș Târgu Mureș                          | 82–81 | BC SCM Timișoara                                    |
| Scorul pe sferturi: 17-23, 17-19, 21-24, 27-15 |       |                                                     |
| Pt: Martinic 21 Rec: Barham 8 Pase: Martinic 9 |       | Pt: Jeremic 24 Rec: Păun, Drăgușin 6 Pase: Calotă 6 |

- BCM U Pitești nu a jucat în această etapă ca urmare a retragerii din competiție a echipei CSM Ploiești.

### Etapa a VII-a
| 3 noiembrie 2016 18:00 |

| Boxscore |

| CSU Atlassib Sibiu                               | 87–85 | BCM U Pitești                                         |
| Scorul pe sferturi: 18-23, 16-14, 23-21, 30-27   |       |                                                       |
| Pt: Davis 23 Rec: Davis, Hardy 7 Pase: Popescu 4 |       | Pt: Marinov, Gabric 16 Rec: Gabric 12 Pase: Gabric 10 |

| 4 noiembrie 2016 17:45 |

| Boxscore |

| BC SCM Timișoara                                      | 93–76 | CS Phoenix Galați                            |
| Scorul pe sferturi: 28-17, 24-16, 25-16, 21-27        |       |                                              |
| Pt: Jeremic, Komatina 19 Rec: Diaz 10 Pase: Jeremic 7 |       | Pt: Bojovic 22 Rec: Bojovic 7 Pase: Waters 7 |

| 5 noiembrie 2016 17:00 |

| Boxscore |

| BCM Olimpic Baia Mare                          | 63–88 | ABC Mureș Târgu Mureș                           |
| Scorul pe sferturi: 15-19, 17-23, 11-25, 20-21 |       |                                                 |
| Pt: Macura 15 Rec: Macura 9 Pase: Pajkovic 3   |       | Pt: Mohammed 24 Rec: Mohammed 7 Pase: Popescu 5 |

| 5 noiembrie 2016 19:00 |

| Boxscore |

| SCMU Craiova                                   | 84–80 | CS Dinamo București                                 |
| Scorul pe sferturi: 21-22, 23-24, 16-18, 24-16 |       |                                                     |
| Pt: Fraseniuc 21 Rec: Abrams 7 Pase: Sepa 8    |       | Pt: Dundjerski 20 Rec: Orbeanu 6 Pase: Dundjerski 9 |

| 5 noiembrie 2016 20:00 |

| Boxscore |

| Steaua CSM Eximbank București                  | 84–95 | U-BT Cluj-Napoca                                 |
| Scorul pe sferturi: 17-23, 17-19, 21-24, 27-15 |       |                                                  |
| Pt: Long 22 Rec: Dudzinski 6 Pase: Long 9      |       | Pt: Moldoveanu 26 Rec: Barro 9 Pase: Adamovic 10 |

- CSM Oradea nu a jucat în această etapă ca urmare a retragerii din competiție a echipei CSM Ploiești.

### Etapa a VIII-a
| 12 noiembrie 2016 17:00 |

| Boxscore |

| ABC Mureș Târgu Mureș                          | 68–74 | CSU Atlassib Sibiu                          |
| Scorul pe sferturi: 20-9, 16-20, 14-30, 18-15  |       |                                             |
| Pt: Mohammed 24 Rec: Barham 9 Pase: Mohammed 5 |       | Pt: Hardy 25 Rec: Williams 12 Pase: Davis 5 |

| 12 noiembrie 2016 19:00 |

| Boxscore |

| CSM Oradea                                               | 84–82 | BC SCM Timișoara                      |
| Scorul pe sferturi: 21-19, 20-20, 27-24, 16-19           |       |                                       |
| Pt: Barnette, Țîbîrna 14 Rec: Nicoară 8 Pase: Mirkovic 9 |       | Pt: Diaz 18 Rec: Diaz 9 Pase: Rambo 5 |

| 12 noiembrie 2016 19:00 |

| Boxscore |

| CS Dinamo București                            | 73–96 | Steaua CSM Eximbank București         |
| Scorul pe sferturi: 17-28, 18-28, 21-17, 17-23 |       |                                       |
| Pt: Sutalo 24 Rec: Tasic 10 Pase: Dundjerski 7 |       | Pt: Long 25 Rec: Baciu 7 Pase: Paul 9 |

| 13 noiembrie 2016 18:00 |

| Boxscore |

| U-BT Cluj-Napoca                                 | 80–71 | SCMU Craiova                                 |
| Scorul pe sferturi: 19-17, 15-17, 28-16, 18-21   |       |                                              |
| Pt: Dykes 17 Rec: Moldoveanu 11 Pase: Adamovic 5 |       | Pt: Paul 21 Rec: Abrams 10 Pase: Marinovic 7 |

- CS Phoenix Galați nu a jucat în această etapă ca urmare a retragerii din competiție a echipei CSM Ploiești.

### Etapa a IX-a
| 18 noiembrie 2016 17:15 |

| Boxscore |

| BC SCM Timișoara                               | 74–55 | BCM Olimpic Baia Mare                                             |
| Scorul pe sferturi: 24-15, 21-11, 16-15, 13-14 |       |                                                                   |
| Pt: Jeremi 22 Rec: Diaz 11 Pase: Otasevic 4    |       | Pt: Pavlovic 12 Rec: Pavlovic, Macura 8 Pase: Tohatan, Pajkovic 2 |

| 19 noiembrie 2016 18:30 |

| Boxscore |

| CS Phoenix Galați                              | 76–82 | U-BT Cluj-Napoca                                     |
| Scorul pe sferturi: 14-23, 10-21, 26-11, 26-27 |       |                                                      |
| Pt: Bojovic 21 Rec: Bojovic 8 Pase: Guțoaia 5  |       | Pt: Moldoveanu 18 Rec: Moldoveanu 9 Pase: Adamovic 5 |

| 19 noiembrie 2016 19:00 |

| Boxscore |

| Steaua CSM Eximbank București                  | 80–62 | ABC Mureș Târgu Mureș                         |
| Scorul pe sferturi: 22-11, 22-17, 24-19, 12-15 |       |                                               |
| Pt: Jevtovic 18 Rec: Dudzinski 10 Pase: Long 8 |       | Pt: Martinic 18 Rec: Lazăr 9 Pase: Martinic 6 |

| 19 noiembrie 2016 20:00 |

| Boxscore |

| CSM Oradea                                     | 77–66 | CS Dinamo București                                   |
| Scorul pe sferturi: 17-16, 15-13, 24-22, 21-15 |       |                                                       |
| Pt: Zeno 19 Rec: Țîbîrnă 8 Pase: Mirkovic 6    |       | Pt: Mitchell 18 Rec: Dundjerski 7 Pase: Dundjerski 10 |

| 21 noiembrie 2016 19:00 |

| Boxscore |

| SCMU Craiova                                           | 77–90 | BCM U Pitești                                 |
| Scorul pe sferturi: 17-25, 23-21, 16-17, 21-27         |       |                                               |
| Pt: Abrams 22 Rec: Fraseniuc, Dino 6 Pase: Marinovic 7 |       | Pt: Marinov 24 Rec: Hunter II 8 Pase: Tudor 5 |

- CSU Atlassib Sibiu nu a jucat în această etapă ca urmare a retragerii din competiție a echipei CSM Ploiești.

### Etapa a X-a
| 25 noiembrie 2016 17:15 |

| Boxscore |

| CSU Atlassib Sibiu                                | 80–77 | BC SCM Timișoara                            |
| Scorul pe sferturi: 21-18, 22-17, 24-25, 13-17    |       |                                             |
| Pt: Davis 21 Rec: Hardy, Lalovic 11 Pase: Hardy 6 |       | Pt: Jeremic 19 Rec: Diaz 7 Pase: Otasevic 5 |

| 26 noiembrie 2016 17:00 |

| Boxscore |

| ABC Mureș Târgu Mureș                                   | 82–65 | SCMU Craiova                                     |
| Scorul pe sferturi: 26-20, 20-15, 19-16, 17-14          |       |                                                  |
| Pt: Martinic 23 Rec: cinci jucători 4 Pase: Martinic 10 |       | Pt: Abrams 16 Rec: Fraseniuc 9 Pase: Marinovic 8 |

| 26 noiembrie 2016 19:00 |

| Boxscore |

| CS Dinamo București                                          | 80–62 | CS Phoenix Galați                                        |
| Scorul pe sferturi: 22-11, 22-17, 24-19, 12-15               |       |                                                          |
| Pt: Mitchell, Tasic 18 Rec: Dundjerski 10 Pase: Dundjerski 9 |       | Pt: Bojovic 21 Rec: Milovanovic 7 Pase: Pesic, Brandon 4 |

| 27 noiembrie 2016 20:00 |

| Boxscore |

| U-BT Cluj-Napoca                                      | 86–72 | CSM Oradea                              |
| Scorul pe sferturi: 17-19, 19-17, 20-25, 30-11        |       |                                         |
| Pt: Dykes, Adamovic 18 Rec: Barro 11 Pase: Adamovic 6 |       | Pt: Zeno 23 Rec: Denison 7 Pase: Zeno 4 |

| 28 noiembrie 2016 18:00 |

| Boxscore |

| BCM U Pitești                                            | 68–77 | Steaua CSM Eximbank București                           |
| Scorul pe sferturi: 16-20, 16-23, 22-20, 14-14           |       |                                                         |
| Pt: Kabongo, Mladenovic 18 Rec: Kabongo 10 Pase: Tudor 6 |       | Pt: Malesevic 24 Rec: Malesevic 7 Pase: trei jucători 4 |

- BCM Olimpic Baia Mare nu a jucat în această etapă ca urmare a retragerii din competiție a echipei CSM Ploiești.

### Etapa a XI-a
| 2 decembrie 2016 17:15 |

| Boxscore |

| CS Dinamo București                            | 65–84 | U-BT Cluj-Napoca                            |
| Scorul pe sferturi: 14-26, 23-26, 13-10, 15-22 |       |                                             |
| Pt: Tasic 19 Rec: Orbeanu 5 Pase: Dundjerski 7 |       | Pt: Dykes 19 Rec: Dykes 11 Pase: Adamovic 8 |

| 2 decembrie 2016 2016 18:00 |

| Boxscore |

| BCM Olimpic Baia Mare                                         | 79–106 | CSU Atlassib Sibiu                          |
| Scorul pe sferturi: 20-31, 19-27, 24-25, 16-23                |        |                                             |
| Pt: Macura, Pajkovic 20 Rec: trei jucători 5 Pase: Pajkovic 5 |        | Pt: Davis 17 Rec: Williams 11 Pase: Hardy 9 |

| 3 decembrie 2016 19:00 |

| Boxscore |

| CS Phoenix Galați                                          | 67–65 | CSM Oradea                              |
| Scorul pe sferturi: 15-19, 18-15, 19-14, 15-17             |       |                                         |
| Pt: Bojovic 18 Rec: Milovanovic, Bojovic 7 Pase: Bojovic 9 |       | Pt: Zeno 16 Rec: Țîbîrnă 6 Pase: Zeno 5 |

| 3 decembrie 2016 20:00 |

| Boxscore |

| Steaua CSM Eximbank București                              | 101–78 | SCMU Craiova                                          |
| Scorul pe sferturi: 16-19, 28-15, 31-20, 26-24             |        |                                                       |
| Pt: Runkauskas 17 Rec: Jevtovic 9 Pase: Runkauskas, Long 6 |        | Pt: Abrams 18 Rec: Dino 7 Pase: Hargrove, Marinovic 6 |

| 4 decembrie 2016 20:00 |

| Boxscore |

| BCM U Pitești                                    | 84–71 | ABC Mureș Târgu Mureș                             |
| Scorul pe sferturi: 16-15, 22-19, 25-13, 21-24   |       |                                                   |
| Pt: Hunter II 17 Rec: Marinov 11 Pase: Marinov 8 |       | Pt: Barham 23 Rec: Lazăr, Barham 7 Pase: Barham 8 |

- BC SCM Timișoara nu a jucat în această etapă ca urmare a retragerii din competiție a echipei CSM Ploiești.

### Etapa a XII-a
| 9 decembrie 2016 17:00 |

| Boxscore |

| U-BT Cluj-Napoca                                    | 98–81 | BC SCM Timișoara                                      |
| Scorul pe sferturi: 22-25, 28-18, 23-19, 25-19      |       |                                                       |
| Pt: Dykes 24 Rec: cinci jucători 4 Pase: Adamovic 8 |       | Pt: Jeremic 36 Rec: Drăgușin 5 Pase: patru jucători 2 |

| 10 decembrie 2016 2016 19:00 |

| Boxscore |

| Steaua CSM Eximbank București                  | 119–68 | BCM Olimpic Baia Mare                                        |
| Scorul pe sferturi: 25-15, 28-14, 33-16, 33-23 |        |                                                              |
| Pt: Jevtovic 22 Rec: Baciu 10 Pase: Darwiche 8 |        | Pt: Pajkovic 23 Rec: Pajkovic 4 Pase: Pajkovic, Dumitrescu 3 |

| 10 decembrie 2016 19:00 |

| Boxscore |

| CS Phoenix Galați                              | 95–73 | BCM U Pitești                              |
| Scorul pe sferturi: 21-14, 34-20, 22-15, 18-24 |       |                                            |
| Pt: Bojovic 24 Rec: Brandon 10 Pase: Pîrlog 9  |       | Pt: Gabric 22 Rec: Tudor 6 Pase: Marinov 4 |

| 10 decembrie 2016 19:55 |

| Boxscore |

| CSM Oradea                                     | 66–71 | ABC Mureș Târgu Mureș                            |
| Scorul pe sferturi: 17-16, 14-21, 19-18, 16-16 |       |                                                  |
| Pt: Țîbîrnă 16 Rec: Lucic 7 Pase: Zeno 5       |       | Pt: Barham 18 Rec: Lazăr 8 Pase: trei jucători 4 |

| 11 decembrie 2016 20:00 |

| Boxscore |

| SCMU Craiova                                       | 59–78 | CSU Atlassib Sibiu                                           |
| Scorul pe sferturi: 15-23, 11-10, 21-23, 12-22     |       |                                                              |
| Pt: Hargrove 19 Rec: Hargrove 10 Pase: Marinovic 4 |       | Pt: Hardy, Mijajlovic 14 Rec: Williams 11 Pase: Mijajlovic 7 |

- CS Dinamo București nu a jucat în această etapă ca urmare a retragerii din competiție a echipei CSM Ploiești.

### Etapa a XIII-a
| 16 decembrie 2016 17:30 |

| Boxscore |

| CSU Atlassib Sibiu                                 | 75–76 | Steaua CSM Eximbank București                    |
| Scorul pe sferturi: 22-16, 19-17, 17-22, 17-21     |       |                                                  |
| Pt: Popescu 22 Rec: Williams 10 Pase: Mijajlovic 6 |       | Pt: Runkauskas 21 Rec: Malesevic 13 Pase: Long 4 |

| 17 decembrie 2016 17:00 |

| Boxscore |

| BC SCM Timișoara                               | 82–78 | CS Dinamo București                                |
| Scorul pe sferturi: 35-20, 11-21, 22-17, 14-20 |       |                                                    |
| Pt: Calotă 23 Rec: Drăgușin 7 Pase: Calotă 6   |       | Pt: Mitchell 21 Rec: Tasic 7 Pase: trei jucători 5 |

| 18 decembrie 2016 17:00 |

| Boxscore |

| ABC Mureș Târgu Mureș                          | 94–77 | CS Phoenix Galați                                           |
| Scorul pe sferturi: 20-17, 17-11, 26-28, 31-21 |       |                                                             |
| Pt: Martinic 21 Rec: Dapa 8 Pase: Martinic 8   |       | Pt: Pesic, Bojovic 21 Rec: Bojovic, Gugino 5 Pase: Waters 7 |

| 18 decembrie 2016 19:55 |

| Boxscore |

| BCM U Pitești                                              | 76–64 | CSM Oradea                                           |
| Scorul pe sferturi: 18-4, 17-24, 18-11, 23-25              |       |                                                      |
| Pt: Kostoski 23 Rec: Mladenovic, Marinov 7 Pase: Marinov 5 |       | Pt: Denison 17 Rec: Denison 9 Pase: Mirkovic, Zeno 4 |

- U-BT Cluj-Napoca nu a jucat în această etapă ca urmare a retragerii din competiție a echipei CSM Ploiești.

### Etapa a XIV-a
| 22 decembrie 2016 18:00 |

| Boxscore |

| CS Dinamo București                            | 64–72 | BCM U Pitești                                              |
| Scorul pe sferturi: 21-14, 10-18, 14-23, 19-17 |       |                                                            |
| Pt: Sutalo 17 Rec: Tasic 4 Pase: Dundjerski 8  |       | Pt: Hunter II 20 Rec: Hunter II, Marinov 8 Pase: Marinov 7 |

| 23 decembrie 2016 17:15 |

| Boxscore |

| U-BT Cluj-Napoca                                      | 89–109 | BC Mureș Târgu Mureș                                    |
| Scorul pe sferturi: 23-29, 30-24, 16-29, 20-22        |        |                                                         |
| Pt: Adamovic 19 Rec: Barro 11 Pase: Adamovic, Rasic 6 |        | Pt: Gajovic 26 Rec: Santa, Mohammed 7 Pase: Martinic 13 |

| 28 decembrie 2016 18:00 |

| Boxscore |

| SCMU Craiova                                    | 77–83 | BC SCM Timișoara                        |
| Scorul pe sferturi: 11-23, 28-16, 20-25, 18-19  |       |                                         |
| Pt: Hargrove 30 Rec: Hargrove 7 Pase: Burlacu 5 |       | Pt: Rambo 26 Rec: Rambo 9 Pase: Rambo 7 |

| 30 decembrie 2016 20:00 |

| Boxscore |

| CSM Oradea                                     | 66–63 | CSU Atlassib Sibiu                        |
| Scorul pe sferturi: 18-20, 18-14, 12-15, 18-14 |       |                                           |
| Pt: Zeno 21 Rec: Nicoară 9 Pase: Pasalic 6     |       | Pt: Popescu 18 Rec: Hardy 9 Pase: Davis 6 |

- Steaua CSM Eximbank București nu a jucat în această etapă ca urmare a retragerii din competiție a echipei CSM Ploiești.

### Etapa a XV-a
| 7 ianuarie 2017 17:30 |

| Boxscore |

| BCM Olimpic Baia Mare                         | 54–92 | CSM Oradea                                      |
| Scorul pe sferturi: 19-29, 5-21, 11-24, 19-18 |       |                                                 |
| Pt: Macura 16 Rec: Macura 8 Pase: Tohătan 5   |       | Pt: Pasalic 21 Rec: Nicoară 10 Pase: Mandache 6 |

| 7 ianuarie 2017 20:30 |

| Boxscore |

| BCM U Pitești                                           | 82–88 | U-BT Cluj-Napoca                         |
| Scorul pe sferturi: 24-21, 14-17, 22-17, 22-33          |       |                                          |
| Pt: Kostoski 21 Rec: Gabric 7 Pase: Marinov, Kostoski 4 |       | Pt: Dykes 21 Rec: Barro 10 Pase: Rasic 6 |

| 8 ianuarie 2017 18:00 |

| Boxscore |

| BC Mureș Târgu Mureș                           | 92–80 | CS Dinamo București                          |
| Scorul pe sferturi: 24-25, 19-16, 22-11, 27-28 |       |                                              |
| Pt: Barham 22 Rec: Santa 11 Pase: Martinic 15  |       | Pt: Tasic 28 Rec: Tasic 8 Pase: Dundjerski 8 |

| 8 ianuarie 2017 20:00 |

| Boxscore |

| BC SCM Timișoara                                | 86–82 | Steaua CSM Eximbank București                   |
| Scorul pe sferturi: 22-32, 19-15, 19-21, 26-14  |       |                                                 |
| Pt: Jeremic 28 Rec: Drăgușin 5 Pase: Komatina 6 |       | Pt: Runkauskas 19 Rec: Dudzinski 6 Pase: Long 6 |

| 9 ianuarie 2017 18:00 |

| Boxscore |

| CSU Atlassib Sibiu                             | 95–87 | CS Phoenix Galați                             |
| Scorul pe sferturi: 21-20, 27-23, 30-22, 17-22 |       |                                               |
| Pt: Popescu 18 Rec: Hardy 8 Pase: Mijajlovic 7 |       | Pt: Brandon 21 Rec: Brandon 6 Pase: Guțoaia 4 |

- SCMU Craiova nu a jucat în această etapă ca urmare a retragerii din competiție a echipei CSM Ploiești.

### Etapa a XVI-a
| 14 ianuarie 2017 17:00 |

| Boxscore |

| CSM Oradea                                     | 81–74 | Steaua CSM Eximbank București                      |
| Scorul pe sferturi: 18-22, 18-13, 34-13, 11-26 |       |                                                    |
| Pt: Mirkovic 19 Rec: Nicoară 6 Pase: Zeno 10   |       | Pt: Runkauskas 27 Rec: Jevtovic 7 Pase: Szijarto 5 |

| 14 ianuarie 2017 18:00 |

| Boxscore |

| CS Dinamo București                            | 87–74 | BCM Olimpic Baia Mare                            |
| Scorul pe sferturi: 22-19, 23-16, 26-18, 16-21 |       |                                                  |
| Pt: Sutalo 33 Rec: Tasic 11 Pase: Sutalo 7     |       | Pt: Pavlovic 19 Rec: Pavlovic 9 Pase: Pajkovic 6 |

| 14 ianuarie 2017 18:30 |

| Boxscore |

| CS Phoenix Galați                                            | 83–82 | SCMU Craiova                                       |
| Scorul pe sferturi: 22-20, 26-26, 20-16, 15-20               |       |                                                    |
| Pt: Pesic, Gugino 20 Rec: Gugino 11 Pase: Bojovic, Brandon 5 |       | Pt: Abrams 21 Rec: patru jucători 4 Pase: Taylor 4 |

| 14 ianuarie 2017 20:00 |

| Boxscore |

| U-BT Cluj-Napoca                                             | 91–80 | CSU Atlassib Sibiu                           |
| Scorul pe sferturi: 23-21, 21-20, 19-26, 28-13               |       |                                              |
| Pt: Pustozvonov 29 Rec: Moldoveanu, Barro 7 Pase: Adamovic 8 |       | Pt: Hardy 21 Rec: Davis 9 Pase: Mijajlovic 8 |

| 15 ianuarie 2017 20:00 |

| Boxscore |

| BCM U Pitești                                  | 94–73 | BC SCM Timișoara                                   |
| Scorul pe sferturi: 22-16, 23-23, 21-14, 28-20 |       |                                                    |
| Pt: Gabric 28 Rec: Hunter II 11 Pase: Tudor 8  |       | Pt: Calotă 21 Rec: Jeremic 6 Pase: trei jucători 4 |

- SCMU Craiova nu a jucat în această etapă ca urmare a retragerii din competiție a echipei CSM Ploiești.

### Etapa a XVII-a
| 20 ianuarie 2017 17:15 |

| Boxscore |

| Steaua CSM Eximbank București                  | 94–81 | CS Phoenix Galați                             |
| Scorul pe sferturi: 28-26, 24-21, 18-20, 24-14 |       |                                               |
| Pt: Malesevic 31 Rec: Malesevic 9 Pase: Long 6 |       | Pt: Bojovic 23 Rec: Brandon 7 Pase: Brandon 7 |

| 21 ianuarie 2017 17:00 |

| Boxscore |

| BCM Olimpic Baia Mare                           | 62–91 | U-BT Cluj-Napoca                                |
| Scorul pe sferturi: 13-28, 13-15, 14-21, 22-27  |       |                                                 |
| Pt: Pavlovic 16 Rec: Pavlovic 5 Pase: Tohătan 5 |       | Pt: Moldoveanu 16 Rec: Torok 9 Pase: Adamovic 6 |

| 21 ianuarie 2017 18:00 |

| Boxscore |

| CSU Atlassib Sibiu                                    | 87–61 | CS Dinamo București                               |
| Scorul pe sferturi: 30-12, 19-13, 19-17, 19-19        |       |                                                   |
| Pt: Davis, Dragoste 17 Rec: Williams 16 Pase: Davis 4 |       | Pt: Dundjerski 17 Rec: Tasic 7 Pase: Dundjerski 3 |

| 21 ianuarie 2017 20:00 |

| Boxscore |

| SCMU Craiova                                   | 82–87 | CSM Oradea                                      |
| Scorul pe sferturi: 18-17, 20-14, 14-17, 20-24 |       |                                                 |
| Pt: Taylor 19 Rec: Abrams 12 Pase: Taylor 8    |       | Pt: Pasalic 20 Rec: Denison 10 Pase: Mirkovic 6 |

| 22 ianuarie 2017 20:00 |

| Boxscore |

| BC SCM Timișoara                                       | 91–72 | BC Mureș Târgu Mureș                         |
| Scorul pe sferturi: 23-14, 26-18, 23-16, 19-24         |       |                                              |
| Pt: Jeremic 22 Rec: Drăgușin, Flowers 10 Pase: Rambo 5 |       | Pt: Gajovic 18 Rec: Santa 8 Pase: Martinic 7 |

- BCM U Pitești nu a jucat în această etapă ca urmare a retragerii din competiție a echipei CSM Ploiești.

### Etapa a XVIII-a
| 27 ianuarie 2017 18:00 |

| Boxscore |

| BCM U Pitești                                          | 71–80 | CSU Atlassib Sibiu                                    |
| Scorul pe sferturi: 21-17, 12-21, 13-22, 25-20         |       |                                                       |
| Pt: Hunter II 20 Rec: trei jucători 5 Pase: Kostoski 9 |       | Pt: Mijajlovic 21 Rec: Williams 13 Pase: Mijajlovic 7 |

| 28 ianuarie 2017 17:00 |

| Boxscore |

| BC Mureș Târgu Mureș                           | 87–65 | BCM Olimpic Baia Mare                         |
| Scorul pe sferturi: 25-14, 24-15, 24-14, 14-22 |       |                                               |
| Pt: Martinic 21 Rec: Șanta 10 Pase: Martinic 9 |       | Pt: Stokley 15 Rec: Macura 6 Pase: Pajkovic 4 |

| 28 ianuarie 2017 19:30 |

| Boxscore |

| CS Phoenix Galați                              | 87–90 | BC SCM Timișoara                                |
| Scorul pe sferturi: 23-27, 19-22, 20-25, 25-16 |       |                                                 |
| Pt: Bojovic 23 Rec: Guțoaia 7 Pase: Brandon 7  |       | Pt: Flowers 24 Rec: Drăgușin 8 Pase: Komatina 4 |

| 29 ianuarie 2017 18:00 |

| Boxscore |

| U-BT Cluj-Napoca                               | 85–68 | Steaua CSM Eximbank București                    |
| Scorul pe sferturi: 24-19, 22-17, 15-18, 24-20 |       |                                                  |
| Pt: Dykes 23 Rec: Dykes 9 Pase: Adamovic 11    |       | Pt: Malesevic 16 Rec: Falkar 6 Pase: Malesevic 5 |

| 29 ianuarie 2017 20:00 |

| Boxscore |

| CS Dinamo București                                        | 88–86 | SCMU Craiova                           |
| Scorul pe sferturi: 23-18, 13-25, 22-22, 30-21             |       |                                        |
| Pt: Sutalo 28 Rec: Dundjerski, Tasic 6 Pase: Dundjerski 11 |       | Pt: Hargrove 20 Rec: Lee 8 Pase: Lee 5 |

- CSM Oradea nu a jucat în această etapă ca urmare a retragerii din competiție a echipei CSM Ploiești.

### Etapa a XIX-a
| 1 februarie 2017 18:00 |

| Boxscore |

| SCMU Craiova                                                 | 74–75 | U-BT Cluj-Napoca                                |
| Scorul pe sferturi: 12-20, 17-19, 24-27, 21-9                |       |                                                 |
| Pt: Taylor 16 Rec: Burlacu, Abrams 6 Pase: Burlacu, Taylor 4 |       | Pt: Moldoveanu 25 Rec: Barro 7 Pase: Adamovic 7 |

| 1 februarie 2017 19:00 |

| Boxscore |

| CSU Atlassib Sibiu                             | 82–66 | BC Mureș Târgu Mureș                                   |
| Scorul pe sferturi: 24-20, 18-12, 18-23, 22-11 |       |                                                        |
| Pt: Mijajlovic 19 Rec: Hardy 10 Pase: Hardy 6  |       | Pt: Martinic 23 Rec: Popescu, Șanta 5 Pase: Martinic 4 |

| 1 februarie 2017 20:30 |

| Boxscore |

| Steaua CSM Eximbank București                  | 73–80 | CS Dinamo București                                 |
| Scorul pe sferturi: 24-14, 16-24, 12-23, 21-19 |       |                                                     |
| Pt: Dudzinski 20 Rec: Long 6 Pase: Long 5      |       | Pt: Sutalo 26 Rec: Dundjerski 5 Pase: Dundjerski 11 |

| 1 februarie 2017 17:00 |

| Boxscore |

| BC SCM Timișoara                                                            | 85–84 (OT) | CSM Oradea                                              |
| Scorul pe sferturi: 14-17, 19-21, 20-11, 16-20, Overtime: 16-15 (2 reprize) |            |                                                         |
| Pt: Flowers 22 Rec: Drăgușin 6 Pase: Rambo 6                                |            | Pt: Denison 20 Rec: Denison, Nicoară 9 Pase: Franklin 5 |

| 1 februarie 2017 17:00 |

| Boxscore |

| BCM Olimpic Baia Mare                               | 56–83 | BCM U Pitești                                 |
| Scorul pe sferturi: 16-23, 15-20, 18-26, 7-14       |       |                                               |
| Pt: Dohi 16 Rec: Macura 6 Pase: Tohătan, Pajkovic 2 |       | Pt: Mladenovic 24 Rec: Gabric 7 Pase: Tudor 5 |

- CS Phoenix Galați nu a jucat în această etapă ca urmare a retragerii din competiție a echipei CSM Ploiești.

### Etapa a XX-a
| 4 februarie 2017 18:00 |

| Boxscore |

| CS Dinamo București                            | 93–81 | CSM Oradea                                             |
| Scorul pe sferturi: 18-25, 22-19, 22-21, 31-16 |       |                                                        |
| Pt: Tasic 21 Rec: Tasic 11 Pase: Dundjerski 10 |       | Pt: Mandache 20 Rec: patru jucători 4 Pase: Mirkovic 7 |

| 4 februarie 2017 17:00 |

| Boxscore |

| BCM Olimpic Baia Mare                                      | 69–86 | BC SCM Timișoara                                       |
| Scorul pe sferturi: 12-29, 15-18, 26-20, 16-19             |       |                                                        |
| Pt: Pavlovic 26 Rec: trei jucători 8 Pase: trei jucători 4 |       | Pt: Komatina, Calotă 18 Rec: Komatina 9 Pase: Calotă 5 |

| 4 februarie 2017 19:00 |

| Boxscore |

| U-BT Cluj-Napoca                               | 95–66 | CS Phoenix Galați                                   |
| Scorul pe sferturi: 17-14, 32-20, 22-14, 24-18 |       |                                                     |
| Pt: Dykes 15 Rec: Barro 8 Pase: Kariniauskas 8 |       | Pt: Gugino 16 Rec: Petică, Gugino 4 Pase: Brandon 3 |

| 4 februarie 2017 19:00 |

| Boxscore |

| BC Mureș Târgu Mureș                           | 87–93 | Steaua CSM Eximbank București                         |
| Scorul pe sferturi: 22-23, 20-20, 19-12, 17-23 |       |                                                       |
| Pt: Martinic 30 Rec: Kalve 8 Pase: Martinic 5  |       | Pt: Runkauskas 31 Rec: Falkar 12 Pase: Long, Falkar 5 |

| 6 februarie 2017 20:00 |

| Boxscore |

| BCM U Pitești                                                   | 101–99 (OT) | SCMU Craiova                                 |
| Scorul pe sferturi: 26-26, 20-32, 19-15, 21-13, Overtime: 15-13 |             |                                              |
| Pt: Marinov 21 Rec: Hunter II 9 Pase: Kostoski 8                |             | Pt: Hargrove 29 Rec: Taylor 8 Pase: Taylor 6 |

- CSU Atlassib Sibiu  nu a jucat în această etapă ca urmare a retragerii din competiție a echipei CSM Ploiești.

### Etapa a XXI-a
| 10 februarie 2017 18:00 |

| Boxscore |

| BC SCM Timișoara                                                 | 72–73 | CSU Atlassib Sibiu                           |
| Scorul pe sferturi: 20-23, 16-17, 26-14, 10-19                   |       |                                              |
| Pt: Jeremic, Rambo 15 Rec: Drăgușin 11 Pase: Komatina, Flowers 4 |       | Pt: Popescu 23 Rec: Williams 9 Pase: Davis 4 |

| 10 februarie 2017 20:15 |

| Boxscore |

| Steaua CSM Eximbank București                  | 77–65 | BCM U Pitești                                    |
| Scorul pe sferturi: 11-18, 19-17, 25-14, 22-16 |       |                                                  |
| Pt: Dudzinski 20 Rec: Malesevic 8 Pase: Paul 5 |       | Pt: Mladenovic 17 Rec: Gabric 6 Pase: Kostoski 8 |

| 11 februarie 2017 19:00 |

| Boxscore |

| CS Phoenix Galați                              | 93–87 | CS Dinamo București                                               |
| Scorul pe sferturi: 23-17, 19-26, 27-23, 24-21 |       |                                                                   |
| Pt: Bojovic 27 Rec: Gugino 12 Pase: Bojovic 7  |       | Pt: Dundjerski 22 Rec: Dundjerski, Sutalo 6 Pase: Sutalo, Tasic 4 |

| 11 februarie 2017 19:00 |

| Boxscore |

| SCMU Craiova                                   | 91–72 | BC Mureș Târgu Mureș                      |
| Scorul pe sferturi: 12-24, 30-15, 22-23, 27-10 |       |                                           |
| Pt: Hargrove 25 Rec: Hargrove 8 Pase: Taylor 9 |       | Pt: Martinic 19 Rec: Lazăr 8 Pase: Reed 3 |

| 11 februarie 2017 20:00 |

| Boxscore |

| CSM Oradea                                                | 55–75 | U-BT Cluj-Napoca                             |
| Scorul pe sferturi: 16-21, 15-22, 15-14, 9-18             |       |                                              |
| Pt: Mandache 15 Rec: Mandache, Nicoară 5 Pase: Franklin 5 |       | Pt: Moldoveanu 21 Rec: Barro 8 Pase: Dykes 6 |

- BCM Olimpic Baia Mare  nu a jucat în această etapă ca urmare a retragerii din competiție a echipei CSM Ploiești.

### Etapa a XXII-a
| 24 februarie 2017 17:15 |

| Boxscore |

| SCMU Craiova                                   | 81–79 | Steaua CSM Eximbank București                |
| Scorul pe sferturi: 14-18, 23-22, 15-12, 29-27 |       |                                              |
| Pt: Abrams 18 Rec: Bureau 6 Pase: Taylor 5     |       | Pt: Runkauskas 20 Rec: Falker 7 Pase: Paul 4 |

| 25 februarie 2017 17:30 |

| Boxscore |

| U-BT Cluj-Napoca                               | 96–79 | CS Dinamo București                             |
| Scorul pe sferturi: 33-18, 21-16, 25-20, 17-25 |       |                                                 |
| Pt: Torok 25 Rec: Dykes 9 Pase: Moldoveanu 8   |       | Pt: Mitchell 21 Rec: Tasic 9 Pase: Dundjerski 8 |

| 25 februarie 2017 19:00 |

| Boxscore |

| BC Mureș Târgu Mureș                                     | 93–77 | BCM U Pitești                                            |
| Scorul pe sferturi: 30-20, 20-20, 24-16, 19-21           |       |                                                          |
| Pt: trei jucători 16 Rec: Dapa, Kalve 8 Pase: Martinic 8 |       | Pt: Hunter II 21 Rec: Hunter II, Marinov 6 Pase: Tudor 5 |

| 25 februarie 2017 20:50 |

| Boxscore |

| CSM Oradea                                     | 73–63 | CS Phoenix Galați                            |
| Scorul pe sferturi: 16-21, 15-10, 23-10, 19-22 |       |                                              |
| Pt: Lucic 16 Rec: Lucic 8 Pase: Franklin 10    |       | Pt: Miller 14 Rec: Guțoaia 7 Pase: Brandon 6 |

- Steaua CSM Eximbank București și CSU Atlassib Sibiu  nu au jucat în această etapă ca urmare a retragerii din competiție a echipelor CSM Ploiești și BCM Olimpic Baia Mare.

## Clasament sezonul regulat după Faza a II-a

### Grupa 1-6
| Poz. | Echipa                        | J  | V  | Î  | P  | PM   | PP   | PPM  | PPPM |
| ---- | ----------------------------- | -- | -- | -- | -- | ---- | ---- | ---- | ---- |
| 1    | U-BT Cluj-Napoca              | 28 | 24 | 4  | 52 | 2407 | 2129 | 86.0 | 76.0 |
| 2    | CSU Atlassib Sibiu            | 28 | 18 | 10 | 46 | 2185 | 2094 | 78.0 | 74.8 |
| 3    | Steaua CSM Eximbank București | 28 | 17 | 11 | 45 | 2261 | 2142 | 80.8 | 76.5 |
| 4    | CSM CSU Oradea                | 28 | 15 | 13 | 43 | 2159 | 2105 | 77.1 | 75.2 |
| 5    | BC SCM Timișoara              | 28 | 13 | 15 | 41 | 2216 | 2272 | 79.1 | 81.1 |
| 6    | BCM U Pitești                 | 28 | 13 | 15 | 41 | 2157 | 2271 | 77.0 | 81.1 |

### Grupa 7-10
| Poz. | Echipa               | J  | V  | Î  | P  | PM   | PP   | PPM  | PPPM |
| ---- | -------------------- | -- | -- | -- | -- | ---- | ---- | ---- | ---- |
| 1    | BC Mureș Târgu Mureș | 24 | 12 | 12 | 36 | 1934 | 1923 | 80.6 | 80.1 |
| 2    | SCMU Craiova         | 24 | 8  | 16 | 32 | 1887 | 1946 | 78.6 | 81.1 |
| 3    | CS Phoenix Galați    | 24 | 8  | 16 | 32 | 1877 | 2023 | 78.2 | 84.3 |
| 4    | CS Dinamo București  | 24 | 6  | 18 | 30 | 1807 | 1985 | 75.3 | 82.7 |

Legendă:
J = meciuri jucate;
V = victorii;
Î = înfrângeri;
P = puncte;
PM = puncte marcate;
PP = puncte primite;
MPM = media punctelor marcate/meci;
MPP = media punctelor primite/meci

## Rezultate sezonul regulat - Faza a II-a

### Etapa a XXIII-a

#### Play-off
| 3 martie 2017 18:00 |

| Boxscore |

| CSU Atlassib Sibiu                                    | 77–70 | BC SCM Timișoara                                             |
| Scorul pe sferturi: 22-23, 21-9, 9-20, 25-18          |       |                                                              |
| Pt: Mijajlovic 18 Rec: Williams 11 Pase: Mijajlovic 4 |       | Pt: Jeremic 21 Rec: Diaz, Flowers 6 Pase: Otasevic, Calotă 3 |

| 3 martie 2017 20:15 |

| Boxscore |

| CSM Oradea                                     | 79–84 | U-BT Cluj-Napoca                                     |
| Scorul pe sferturi: 22-30, 12-20, 25-20, 20-14 |       |                                                      |
| Pt: Zeno 22 Rec: Denison 7 Pase: Mandache 7    |       | Pt: Dykes 29 Rec: Moldoveanu 11 Pase: Kariniauskas 3 |

| 4 martie 2017 19:55 |

| Boxscore |

| BCM U Pitești                                                 | 72–67 | Steaua CSM Eximbank București                             |
| Scorul pe sferturi: 16-18, 19-14, 20-20, 17-15                |       |                                                           |
| Pt: Mladenovic 23 Rec: Mladenovic, Marinov 5 Pase: Kostoski 8 |       | Pt: Runkauskas 19 Rec: Dudzinski 11 Pase: trei jucători 3 |

#### Play-out
| 4 martie 2017 19:30 |

| Boxscore |

| BC Mureș Târgu Mureș                           | 85–77 | SCMU Craiova                             |
| Scorul pe sferturi: 18-24, 17-13, 26-18, 24-22 |       |                                          |
| Pt: Martinic 20 Rec: Dapa 8 Pase: Martinic 11  |       | Pt: Taylor 25 Rec: Lee 11 Pase: Taylor 4 |

| 6 martie 2017 18:00 |

| Boxscore |

| CS Dinamo București                                          | 78–85 | CS Phoenix Galați                             |
| Scorul pe sferturi: 28-15, 20-16, 24-31, 6-23                |       |                                               |
| Pt: Sutalo, Mitchell 19 Rec: Dundjerski 9 Pase: Dundjerski 7 |       | Pt: Miller 29 Rec: Brandon 7 Pase: Brandon 10 |

### Etapa a XXIV-a

#### Play-off
| 7 martie 2017 19:00 |

| Boxscore |

| BC SCM Timișoara                                     | 73–92 | CSM Oradea                                  |
| Scorul pe sferturi: 18-29, 17-26, 23-18, 15-19       |       |                                             |
| Pt: Drăgușin 13 Rec: Jeremic, Diaz 6 Pase: Jeremic 5 |       | Pt: Barnette 18 Rec: Țîbîrnă 7 Pase: Zeno 6 |

| 7 martie 2017 20:15 |

| Boxscore |

| U-BT Cluj-Napoca                                        | 94–84 | BCM U Pitești                                      |
| Scorul pe sferturi: 24-21, 21-23, 25-15, 24-25          |       |                                                    |
| Pt: Adamovic 21 Rec: Moldoveanu 8 Pase: trei jucători 5 |       | Pt: Kostoski 22 Rec: Mladenovic 8 Pase: Kostoski 9 |

| 8 martie 2017 19:55 |

| Boxscore |

| Steaua CSM Eximbank București                                    | 71–57 | CSU Atlassib Sibiu                              |
| Scorul pe sferturi: 9-15, 26-15, 17-19, 19-8                     |       |                                                 |
| Pt: Dudzinski 16 Rec: Dudzinski 13 Pase: Malesevic, Runkauskas 3 |       | Pt: Hardy 16 Rec: Williams 5 Pase: Mijajlovic 4 |

### Etapa a XXV-a

#### Play-off
| 11 martie 2017 18:00 |

| Boxscore |

| CSU Atlassib Sibiu                             | 84–76 | BCM U Pitești                                     |
| Scorul pe sferturi: 20-13, 28-25, 21-22, 15-16 |       |                                                   |
| Pt: Hardy 21 Rec: Hardy, Davis 7 Pase: Davis 4 |       | Pt: Mladenovic 13 Rec: Marinov 6 Pase: Kostoski 3 |

| 11 martie 2017 19:45 |

| Boxscore |

| CSM Oradea                                     | 80–72 | Steaua CSM Eximbank București                 |
| Scorul pe sferturi: 24-27, 14-18, 17-11, 25-16 |       |                                               |
| Pt: Zeno 28 Rec: Țîbîrnă 4 Pase: Franklin 10   |       | Pt: Malesevic 15 Rec: Falker 12 Pase: Curry 6 |

| 12 martie 2017 18:20 |

| Boxscore |

| BC SCM Timișoara                               | 78–69 | U-BT Cluj-Napoca                                            |
| Scorul pe sferturi: 17-20, 22-17, 19-16, 20-16 |       |                                                             |
| Pt: Jeremic 26 Rec: Jeremic 9 Pase: Otasevic 7 |       | Pt: Adamovi 16 Rec: trei jucători 4 Pase: Adamovic, Rasic 7 |

#### Play-out
| 11 martie 2017 17:00 |

| Boxscore |

| SCMU Craiova                                   | 84–64 | CS Dinamo București                            |
| Scorul pe sferturi: 24-18, 30-23, 11-10, 19-13 |       |                                                |
| Pt: Taylor 20 Rec: Lee 11 Pase: Taylor 4       |       | Pt: Dundjerski 21 Rec: Tasic 10 Pase: Sutalo 3 |

| 12 martie 2017 19:00 |

| Boxscore |

| CS Phoenix Galați                                      | 94–91 | BC Mureș Târgu Mureș                                |
| Scorul pe sferturi: 32-23, 25-29, 24-23, 13-16         |       |                                                     |
| Pt: Bojovic 27 Rec: Brandon, Guțoaia 7 Pase: Brandon 7 |       | Pt: Martinic 24 Rec: Kalve, Reed 6 Pase: Martinic 5 |

### Etapa a XXVI-a

#### Play-off
| 15 martie 2017 17:00 |

| Boxscore |

| U-BT Cluj-Napoca                                | 92–75 | CSU Atlassib Sibiu                           |
| Scorul pe sferturi: 16-21, 28-18, 27-20, 21-16  |       |                                              |
| Pt: Dykes 23 Rec: Moldoveanu 7 Pase: Adamovic 9 |       | Pt: Lalovic 20 Rec: Williams 7 Pase: Hardy 5 |

| 15 martie 2017 20:45 |

| Boxscore |

| BCM U Pitești                                  | 76–86 | CSM Oradea                                               |
| Scorul pe sferturi: 15-24, 22-18, 18-23, 21-21 |       |                                                          |
| Pt: Marinov 18 Rec: Gabric 7 Pase: Tudor 6     |       | Pt: Nicoară, Denison 19 Rec: Franklin 7 Pase: Franklin 7 |

| 15 martie 2017 20:30 |

| Boxscore |

| Steaua CSM Eximbank București                     | 95–67 | BC SCM Timișoara                                    |
| Scorul pe sferturi: 28-14, 23-14, 23-16, 21-23    |       |                                                     |
| Pt: Malesevic 19 Rec: Falker 9 Pase: Runkauskas 8 |       | Pt: Calotă 15 Rec: Diaz 6 Pase: Jeremic, Otasevic 4 |

### Etapa a XXVII-a

#### Play-off
| 18 martie 2017 17:00 |

| Boxscore |

| Steaua CSM Eximbank București                   | 75–80 | U-BT Cluj-Napoca                             |
| Scorul pe sferturi: 20-27, 19-14, 12-24, 24-15  |       |                                              |
| Pt: Runkauskas 28 Rec: Falker 10 Pase: Falker 6 |       | Pt: Moldoveanu 24 Rec: Barro 9 Pase: Rasic 7 |

| 18 martie 2017 19:00 |

| Boxscore |

| CSM Oradea                                      | 84–72 | CSU Atlassib Sibiu                                           |
| Scorul pe sferturi: 16-14, 23-20, 27-17, 18-21  |       |                                                              |
| Pt: Barnette 15 Rec: Nicoară 7 Pase: Franklin 8 |       | Pt: Paliciuc 15 Rec: Williams 14 Pase: Lalovic, Mijajlovic 5 |

| 18 martie 2017 19:55 |

| Boxscore |

| BC SCM Timișoara                               | 88–67 | BCM U Pitești                                            |
| Scorul pe sferturi: 26-13, 19-15, 22-17, 21-22 |       |                                                          |
| Pt: Jeremic 33 Rec: Diaz 9 Pase: Otasevic 5    |       | Pt: Hunter II 15 Rec: Tudor 5 Pase: Marinov, Corpodean 3 |

#### Play-out
| 19 martie 2017 18:00 |

| Boxscore |

| BC Mureș Târgu Mureș                           | 71–85 | CS Dinamo București                          |
| Scorul pe sferturi: 18-28, 21-16, 17-17, 15-24 |       |                                              |
| Pt: Dapa 22 Rec: Dapa 8 Pase: Martinic 11      |       | Pt: Tasic 22 Rec: Tasic 8 Pase: Dundjerski 8 |

| 20 martie 2017 19:00 |

| Boxscore |

| CS Phoenix Galați                                     | 84–86 | SCMU Craiova                           |
| Scorul pe sferturi: 26-28, 17-19, 28-22, 13-17        |       |                                        |
| Pt: Guțoaia 19 Rec: Brandon, Gugino 6 Pase: Bojovic 7 |       | Pt: Lee 21 Rec: Lee 13 Pase: Burlacu 9 |

### Etapa a XXVIII-a

#### Play-off
| 21 martie 2017 17:30 |

| Boxscore |

| BC SCM Timișoara                               | 85–90 | CSU Atlassib Sibiu                                |
| Scorul pe sferturi: 17-21, 20-15, 18-28, 30-26 |       |                                                   |
| Pt: Jeremic 21 Rec: Diaz 9 Pase: Calotă 5      |       | Pt: Mijajlovic 28 Rec: Hardy 6 Pase: Mijajlovic 8 |

| 22 martie 2017 18:00 |

| Boxscore |

| U-BT Cluj-Napoca                               | 89–75 | CSM Oradea                                       |
| Scorul pe sferturi: 23-28, 19-20, 22-15, 25-12 |       |                                                  |
| Pt: Dykes 21 Rec: Barro 9 Pase: Kariniauskas 8 |       | Pt: Barnette 19 Rec: Barnette 6 Pase: Franklin 9 |

| 22 martie 2017 20:00 |

| Boxscore |

| Steaua CSM Eximbank București                       | 89–74 | BCM U Pitești                                               |
| Scorul pe sferturi: 27-18, 13-18, 27-26, 22-12      |       |                                                             |
| Pt: Runkauskas 19 Rec: Falker 13 Pase: Runkauskas 5 |       | Pt: Hunter II 22 Rec: Hunter II, Marinov 5 Pase: Kostoski 4 |

### Etapa a XXIX-a

#### Play-off
| 24 martie 2017 19:45 |

| Boxscore |

| CSM Oradea                                     | 82–72 | BC SCM Timișoara                                     |
| Scorul pe sferturi: 26-16, 16-14, 22-22, 18-20 |       |                                                      |
| Pt: Denison 17 Rec: Lucic 7 Pase: Franklin 6   |       | Pt: patru jucători 11 Rec: Drăgușin 8 Pase: Calotă 6 |

| 25 martie 2017 18:00 |

| Boxscore |

| CSU Atlassib Sibiu                                  | 76–55 | Steaua CSM Eximbank București                     |
| Scorul pe sferturi: 27-16, 20-14, 11-13, 18-12      |       |                                                   |
| Pt: Popescu 16 Rec: Mijajlovic 6 Pase: Mijajlovic 5 |       | Pt: Runkauskas 16 Rec: Falker 7 Pase: Dudzinski 3 |

| 26 martie 2017 17:00 |

| Boxscore |

| BCM U Pitești                                  | 73–89 | U-BT Cluj-Napoca                               |
| Scorul pe sferturi: 17-32, 22-17, 17-20, 17-20 |       |                                                |
| Pt: Marinov 22 Rec: Gabric 6 Pase: Marinov 6   |       | Pt: Pustozvonov 19 Rec: Barro 11 Pase: Dykes 9 |

#### Play-out
| 25 martie 2017 19:30 |

| Boxscore |

| CS Phoenix Galați                              | 92–85 | CS Dinamo București                             |
| Scorul pe sferturi: 33-24, 21-26, 19-14, 19-21 |       |                                                 |
| Pt: Miller 30 Rec: Gugino 10 Pase: Bojovic 7   |       | Pt: Mitchell 19 Rec: Tasic 7 Pase: Dundjerski 9 |

| 27 martie 2017 18:00 |

| Boxscore |

| SCMU Craiova                                       | 92–97 | BC Mureș Târgu Mureș                      |
| Scorul pe sferturi: 18-15, 26-23, 20-30, 28-29     |       |                                           |
| Pt: Abrams 30 Rec: Bureau, Abrams 5 Pase: Bureau 8 |       | Pt: Reed 25 Rec: Lazar 9 Pase: Martinic 9 |

### Etapa a XXX-a

#### Play-off
| 29 martie 2017 17:00 |

| Boxscore |

| Steaua CSM Eximbank București                         | 85–70 | CSM Oradea                                   |
| Scorul pe sferturi: 26-12, 8-22, 33-21, 18-15         |       |                                              |
| Pt: Runkauskas 21 Rec: Malesevic 7 Pase: Runkauskas 6 |       | Pt: Zeno 18 Rec: Barnette 8 Pase: Mandache 4 |

| 29 martie 2017 19:00 |

| Boxscore |

| U-BT Cluj-Napoca                                  | 96–66 | BC SCM Timișoara                            |
| Scorul pe sferturi: 23-28, 19-20, 22-15, 25-12    |       |                                             |
| Pt: Adamovic 18 Rec: Torok 5 Pase: Kariniauskas 9 |       | Pt: Diaz 19 Rec: Andrieș 8 Pase: Otasevic 5 |

| 29 martie 2017 19:00 |

| Boxscore |

| BCM U Pitești                                       | 83–79 | CSU Atlassib Sibiu                      |
| Scorul pe sferturi: 17-17, 21-11, 16-29, 29-22      |       |                                         |
| Pt: Hunter II 21 Rec: Hunter II 10 Pase: Kostoski 6 |       | Pt: Hardy 22 Rec: Hardy 9 Pase: Davis 8 |

### Etapa a XXXI-a

#### Play-off
| 1 aprilie 2017 19:00 |

| Boxscore |

| CSM Oradea                                       | 104–65 | BCM U Pitești                                               |
| Scorul pe sferturi: 28-18, 26-24, 25-11, 25-12   |        |                                                             |
| Pt: Denison 18 Rec: Barnette 9 Pase: Franklin 10 |        | Pt: Mladenovic 14 Rec: Corpodean, Gabric 6 Pase: Kostoski 7 |

| 2 aprilie 2017 18:00 |

| Boxscore |

| CSU Atlassib Sibiu                                 | 75–67 | U-BT Cluj-Napoca                                              |
| Scorul pe sferturi: 20-23, 13-15, 18-14, 24-15     |       |                                                               |
| Pt: Davis 19 Rec: Williams 8 Pase: trei jucători 3 |       | Pt: Adamovic, Torok 15 Rec: Moldoveanu 7 Pase: Kariniauskas 5 |

| 2 aprilie 2017 19:45 |

| Boxscore |

| BC SCM Timișoara                               | 80–84 | Steaua CSM Eximbank București                             |
| Scorul pe sferturi: 25-13, 20-27, 14-14, 21-30 |       |                                                           |
| Pt: Jeremic, Diaz 26 Rec: Diaz 9 Pase: Rambo 5 |       | Pt: Runkauskas 34 Rec: Falker 13 Pase: Curry, Malesevic 3 |

#### Play-out
| 31 martie 2017 19:00 |

| Boxscore |

| BC Mureș Târgu Mureș                           | 91–75 | CS Phoenix Galați                                    |
| Scorul pe sferturi: 33-18, 19-22, 20-16, 19-19 |       |                                                      |
| Pt: Kalve 25 Rec: Kalve 10 Pase: Martinic 9    |       | Pt: Pavlovic 22 Rec: Gugino 7 Pase: Gugino, Miller 5 |

| 1 aprilie 2017 19:55 |

| Boxscore |

| CS Dinamo București                           | 72–87 | SCMU Craiova                                |
| Scorul pe sferturi: 25-29, 12-21, 16-9, 19-28 |       |                                             |
| Pt: Sutalo 18 Rec: Orbeanu 13 Pase: Tasic 4   |       | Pt: Taylor 20 Rec: Bureau 11 Pase: Taylor 7 |

### Etapa a XXXII-a

#### Play-off
| 5 aprilie 2017 19:45 |

| Boxscore |

| U-BT Cluj-Napoca                               | 90–84 | Steaua CSM Eximbank București                    |
| Scorul pe sferturi: 19-20, 16-23, 30-22, 25-19 |       |                                                  |
| Pt: Rasic 20 Rec: Barro 8 Pase: Kariniauskas 4 |       | Pt: Curry 14 Rec: Dudzinski 10 Pase: Malesevic 5 |

| 5 aprilie 2017 19:45 |

| Boxscore |

| CSU Atlassib Sibiu                                 | 69–66 | CSM Oradea                                   |
| Scorul pe sferturi: 18-12, 12-21, 28-13, 11-20     |       |                                              |
| Pt: Hardy 16 Rec: Hardy 16 Pase: Davis, Williams 5 |       | Pt: Zeno 16 Rec: Barnette 8 Pase: Franklin 4 |

| 5 aprilie 2017 19:45 |

| Boxscore |

| BCM U Pitești                                     | 90–97 | BC SCM Timișoara                            |
| Scorul pe sferturi: 23-22, 19-31, 29-25, 19-19    |       |                                             |
| Pt: Marinov 27 Rec: Hunter II 8 Pase: Kostoski 11 |       | Pt: Jeremic 22 Rec: Jeremic 5 Pase: Rambo 7 |

#### Play-out
| 5 aprilie 2017 15:30 |

| Boxscore |

| CS Dinamo București                           | 49–74 | BC Mureș Târgu Mureș                                |
| Scorul pe sferturi: 11-20, 20-13, 10-19, 8-22 |       |                                                     |
| Pt: Tasic 13 Rec: Tasic 8 Pase: Virna 4       |       | Pt: Martinic 23 Rec: Borșa 8 Pase: Martinic, Reed 6 |

| 5 aprilie 2017 19:45 |

| Boxscore |

| SCMU Craiova                                     | 85–73 | CS Phoenix Galați                               |
| Scorul pe sferturi: 36-21, 23-18, 13-22, 13-12   |       |                                                 |
| Pt: Bureau, Abrams 21 Rec: Lee 11 Pase: Taylor 8 |       | Pt: Bojovic 19 Rec: Pavlovic 14 Pase: Bojovic 6 |

## Play-off
|  | Sferturi de finală            | Sferturi de finală            |                    |   | Semifinale       | Semifinale       |  |  | Medalia de aur | Medalia de aur |
|  |                               |                               |                    |   |                  |                  |  |  |                |                |
|  | 10-18 aprilie                 |                               |                    |   |                  |                  |  |  |                |                |
|  |                               |                               |                    |   |                  |                  |  |  |                |                |
|  | U-BT Cluj-Napoca              | 3                             |                    |   |                  |                  |  |  |                |                |
|  | U-BT Cluj-Napoca              | 3                             | 2-13 mai           |   |                  |                  |  |  |                |                |
|  | SCMU Craiova                  | 0                             |                    |   |                  |                  |  |  |                |                |
|  | SCMU Craiova                  | 0                             | U-BT Cluj-Napoca   | 3 |                  |                  |  |  |                |                |
|  | 11-19 aprilie                 |                               | U-BT Cluj-Napoca   | 3 |                  |                  |  |  |                |                |
|  |                               | CSM Oradea                    | 2                  |   |                  |                  |  |  |                |                |
|  | CSM Oradea                    | CSM Oradea                    | 2                  | 3 |                  |                  |  |  |                |                |
|  | CSM Oradea                    |                               | 19-26 mai          | 3 |                  |                  |  |  |                |                |
|  | BC SCM Timișoara              | 0                             |                    |   |                  |                  |  |  |                |                |
|  | BC SCM Timișoara              | 0                             | U-BT Cluj-Napoca   | 3 |                  |                  |  |  |                |                |
|  | 12-19 aprilie                 |                               | U-BT Cluj-Napoca   | 3 |                  |                  |  |  |                |                |
|  |                               | Steaua CSM Eximbank București | 0                  |   |                  |                  |  |  |                |                |
|  | CSU Atlassib Sibiu            | Steaua CSM Eximbank București | 0                  | 3 |                  |                  |  |  |                |                |
|  | CSU Atlassib Sibiu            | 1-10 mai                      |                    | 3 |                  |                  |  |  |                |                |
|  | BC Mureș Târgu Mureș          | 2                             |                    |   |                  |                  |  |  |                |                |
|  | BC Mureș Târgu Mureș          | 2                             | CSU Atlassib Sibiu | 1 |                  |                  |  |  |                |                |
|  | 11-19 aprilie                 |                               | CSU Atlassib Sibiu | 1 |                  |                  |  |  |                |                |
|  |                               | Steaua CSM Eximbank București | 3                  |   | Medalia de bronz | Medalia de bronz |  |  |                |                |
|  | Steaua CSM Eximbank București | Steaua CSM Eximbank București | 3                  | 3 | Medalia de bronz | Medalia de bronz |  |  |                |                |
|  | Steaua CSM Eximbank București |                               | 18-24 mai          | 3 |                  |                  |  |  |                |                |
|  | BCM U Pitești                 | 0                             |                    |   |                  |                  |  |  |                |                |
|  | BCM U Pitești                 | 0                             | CSM Oradea         | 2 |                  |                  |  |  |                |                |
|  |                               |                               |                    |   |                  |                  |  |  |                |                |
|  | CSU Atlassib Sibiu            | 1                             |                    |   |                  |                  |  |  |                |                |
|  | CSU Atlassib Sibiu            | 1                             |                    |   |                  |                  |  |  |                |                |

### Sferturi de finală

#### Sfertul 1
Meciul 1
| 10 aprilie 2017 19:00 |

| Boxscore |

| U-BT Cluj-Napoca                               | 100–74 | SCMU Craiova                               |
| Scorul pe sferturi: 29-17, 22-23, 27-18, 22-16 |        |                                            |
| Pt: Moldoveanu 16 Rec: Barro 8 Pase: Rasic 8   |        | Pt: Taylor 14 Rec: Bureau 6 Pase: Bureau 4 |

Meciul 2
| 12 aprilie 2017 20:00 |

| Boxscore |

| U-BT Cluj-Napoca                                  | 104–78 | SCMU Craiova                                    |
| Scorul pe sferturi: 26-22, 29-20, 27-17, 22-19    |        |                                                 |
| Pt: Rasic 25 Rec: Barro, Adamovic 8 Pase: Dykes 8 |        | Pt: Taylor 18 Rec: Lee 8 Pase: Bureau, Taylor 4 |

Meciul 3
| 12 aprilie 2017 20:00 |

| Boxscore |

| SCMU Craiova                                   | 71–107 | U-BT Cluj-Napoca                               |
| Scorul pe sferturi: 17-33, 17-28, 23-28, 14-18 |        |                                                |
| Pt: Abrams 21 Rec: Bureau 8 Pase: Taylor 8     |        | Pt: Pustozvonov 21 Rec: Barro 10 Pase: Dykes 7 |

#### Sfertul 2
Meciul 1
| 11 aprilie 2017 20:00 |

| Boxscore |

| CSM Oradea                                     | 74–66 | BC SCM Timișoara                                 |
| Scorul pe sferturi: 14-18, 18-16, 20-20, 22-12 |       |                                                  |
| Pt: Franklin 15 Rec: Nicoară 8 Pase: Zeno 5    |       | Pt: Jeremic 19 Rec: Komatina 12 Pase: Komatina 5 |

Meciul 2
| 13 aprilie 2017 18:00 |

| Boxscore |

| CSM Oradea                                      | 85–81 | BC SCM Timișoara                                |
| Scorul pe sferturi: 22-17, 13-20, 22-28, 28-16  |       |                                                 |
| Pt: Barnett 21 Rec: Barnett 11 Pase: Franklin 7 |       | Pt: Jeremic 19 Rec: Komatina 8 Pase: Otasevic 5 |

Meciul 3
| 19 aprilie 2017 17:30 |

| Boxscore |

| BC SCM Timișoara                                     | 84–86 | CSM Oradea                                       |
| Scorul pe sferturi: 19-15, 20-28, 25-18, 20-25       |       |                                                  |
| Pt: Calotă 22 Rec: Komatina, Diaz 6 Pase: Otasevic 6 |       | Pt: Zeno, Barnett 20 Rec: Barnett 7 Pase: Zeno 5 |

#### Sfertul 3
Meciul 1
| 12 aprilie 2017 18:00 |

| Boxscore |

| CSU Atlassib Sibiu                               | 76–66 | BC Mureș Târgu Mureș                         |
| Scorul pe sferturi: 20-18, 20-25, 25-6, 11-17    |       |                                              |
| Pt: Hardy 18 Rec: Williams 14 Pase: Mijajlovic 8 |       | Pt: Martinic 13 Rec: Reed 7 Pase: Martinic 4 |

Meciul 2
| 14 aprilie 2017 18:00 |

| Boxscore |

| CSU Atlassib Sibiu                            | 54–75 | BC Mureș Târgu Mureș                                |
| Scorul pe sferturi: 16-16, 14-24, 9-24, 15-18 |       |                                                     |
| Pt: Popescu 15 Rec: Popescu 7 Pase: Hardy 4   |       | Pt: Martinic 20 Rec: Reed, Santa 7 Pase: Martinic 7 |

Meciul 3
| 20 aprilie 2017 17:30 |

| Boxscore |

| BC Mureș Târgu Mureș                                           | 87–89 (OT) | CSU Atlassib Sibiu                            |
| Scorul pe sferturi: 23-17, 8-26, 23-18, 20-13, Overtime: 13-15 |            |                                               |
| Pt: Martinic 20 Rec: Reed 8 Pase: Martinic 6                   |            | Pt: Popescu 19 Rec: Williams 10 Pase: Hardy 8 |

Meciul 4
| 22 aprilie 2017 20:00 |

| Boxscore |

| BC Mureș Târgu Mureș                                           | 70–62 (OT) | CSU Atlassib Sibiu                          |
| Scorul pe sferturi: 23-17, 8-26, 23-18, 20-13, Overtime: 13-15 |            |                                             |
| Pt: Reed 23 Rec: Dapa 9 Pase: Martinic 7                       |            | Pt: Williams 14 Rec: Hardy 12 Pase: Hardy 7 |

Meciul 5
| 22 aprilie 2017 20:00 |

| Boxscore |

| CSU Atlassib Sibiu                             | 82–68 | BC Mureș Târgu Mureș                           |
| Scorul pe sferturi: 19-23, 23-14, 22-21, 18-10 |       |                                                |
| Pt: Mijajlovic 23 Rec: Hardy 10 Pase: Hardy 7  |       | Pt: Martinic 25 Rec: Kalve 11 Pase: Martinic 3 |

#### Sfertul 4
Meciul 1
| 11 aprilie 2017 18:00 |

| Boxscore |

| Steaua CSM Eximbank București                           | 84–61 | BCM U Pitești                                    |
| Scorul pe sferturi: 27-18, 14-12, 24-16, 19-15          |       |                                                  |
| Pt: Malesevic 16 Rec: Dudzinski, Falker 8 Pase: Curry 5 |       | Pt: Marinov 14 Rec: Hunter II 9 Pase: Kostoski 4 |

Meciul 2
| 13 aprilie 2017 20:00 |

| Boxscore |

| Steaua CSM Eximbank București                          | 105–90 | BCM U Pitești                                             |
| Scorul pe sferturi: 29-10, 26-18, 26-29, 24-33         |        |                                                           |
| Pt: Runkauskas 27 Rec: Falker 11 Pase: Falker, Curry 8 |        | Pt: Kostoski 33 Rec: Marinov, Hunter II 5 Pase: Marinov 5 |

Meciul 3
| 19 aprilie 2017 19:15 |

| Boxscore |

| BCM U Pitești                                              | 72–89 | Steaua CSM Eximbank București                     |
| Scorul pe sferturi: 26-25, 20-19, 15-24, 11-21             |       |                                                   |
| Pt: Hunter II, Marinov 19 Rec: Hunter II 6 Pase: Marinov 6 |       | Pt: Runkauskas 21 Rec: Dudzinski 13 Pase: Curry 8 |

### Semifinale

#### Semifinala 1
Meciul 1
| 2 mai 2017 19:00 |

| Boxscore |

| U-BT Cluj-Napoca                                 | 86–73 | CSM Oradea                                   |
| Scorul pe sferturi: 14-20, 26-26, 17-21, 29-6    |       |                                              |
| Pt: Moldoveanu 16 Rec: Barro 11 Pase: Adamovic 6 |       | Pt: Zeno 19 Rec: Barnette 9 Pase: Mandache 3 |

Meciul 2
| 4 mai 2017 19:00 |

| Boxscore |

| U-BT Cluj-Napoca                               | 103–96 | CSM Oradea                                             |
| Scorul pe sferturi: 27-26, 19-23, 28-24, 29-23 |        |                                                        |
| Pt: Dykes 25 Rec: Barro 7 Pase: Adamovic 8     |        | Pt: Zeno 24 Rec: Barnette, Țîbîrnă 4 Pase: Franklin 10 |

Meciul 3
| 8 mai 2017 18:00 |

| Boxscore |

| CSM Oradea                                    | 69–59 | U-BT Cluj-Napoca                                  |
| Scorul pe sferturi: 26-9, 19-22, 11-12, 13-16 |       |                                                   |
| Pt: Zeno 24 Rec: Țîbîrnă 9 Pase: Franklin 5   |       | Pt: Barro 16 Rec: Barro 9 Pase: Dykes, Adamovic 5 |

Meciul 4
| 10 mai 2017 20:15 |

| Boxscore |

| CSM Oradea                                     | 85–76 | U-BT Cluj-Napoca                                       |
| Scorul pe sferturi: 22-15, 19-13, 18-24, 26-24 |       |                                                        |
| Pt: Zeno 20 Rec: Zeno 9 Pase: Franklin 7       |       | Pt: Rasic 19 Rec: Barro, Moldoveanu 8 Pase: Adamovic 5 |

Meciul 5
| 13 mai 2017 18:00 |

| Boxscore |

| U-BT Cluj-Napoca                               | 84–78 | CSM Oradea                                      |
| Scorul pe sferturi: 18-17, 26-17, 20-21, 20-23 |       |                                                 |
| Pt: Dykes 21 Rec: Barro 10 Pase: Adamovic 8    |       | Pt: Barnette 17 Rec: Denison 7 Pase: Franklin 8 |

#### Semifinala 2
Meciul 1
| 1 mai 2017 20:00 |

| Boxscore |

| CSU Atlassib Sibiu                             | 79–84 | Steaua CSM Eximbank București           |
| Scorul pe sferturi: 21-26, 21-16, 25-17, 12-25 |       |                                         |
| Pt: Hardy 23 Rec: Hardy 10 Pase: Mijajlovic 7  |       | Pt: Curry 28 Rec: Curry 7 Pase: Curry 6 |

Meciul 2
| 3 mai 2017 19:00 |

| Boxscore |

| CSU Atlassib Sibiu                                | 88–80 | Steaua CSM Eximbank București                       |
| Scorul pe sferturi: 28-17, 17-17, 25-26, 18-20    |       |                                                     |
| Pt: Hardy 17 Rec: Hardy, Williams 6 Pase: Hardy 5 |       | Pt: Curry 23 Rec: Dudzinski 8 Pase: trei jucători 2 |

Meciul 3
| 8 mai 2017 19:45 |

| Boxscore |

| Steaua CSM Eximbank București                         | 81–79 | CSU Atlassib Sibiu                           |
| Scorul pe sferturi: 17-18, 24-18, 19-19, 21-24        |       |                                              |
| Pt: Runkauskas 23 Rec: Dudzinski 6 Pase: Runkauskas 4 |       | Pt: Popescu 25 Rec: Williams 8 Pase: Hardy 7 |

Meciul 4
| 10 mai 2017 18:30 |

| Boxscore |

| Steaua CSM Eximbank București                     | 81–63 | CSU Atlassib Sibiu                                           |
| Scorul pe sferturi: 22-25, 21-20, 22-8, 16-10     |       |                                                              |
| Pt: Runkauskas 20 Rec: Dudzinski 11 Pase: Curry 6 |       | Pt: Popescu 15 Rec: Williams, Davis 6 Pase: Davis, Popescu 4 |

### Finala pentru locurile 3-4
Meciul 1
| 18 mai 2017 19:00 |

| Boxscore |

| CSU Atlassib Sibiu                                    | 69–66 | CSM Oradea                                               |
| Scorul pe sferturi: 19-14, 15-16, 18-21, 17-12        |       |                                                          |
| Pt: Mijajlovic 20 Rec: Williams 18 Pase: Mijajlovic 7 |       | Pt: Barnette 13 Rec: Denison 8 Pase: Denison, Franklin 4 |

Meciul 2
| 22 mai 2017 19:00 |

| Boxscore |

| CSM Oradea                                     | 70–66 | CSU Atlassib Sibiu                                              |
| Scorul pe sferturi: 20-18, 14-14, 17-19, 19-15 |       |                                                                 |
| Pt: Denison 14 Rec: Barnette 8 Pase: Zeno 6    |       | Pt: Mijajlovic 16 Rec: Davis, Hardy 8 Pase: Mijajlovic, Davis 4 |

Meciul 3
| 24 mai 2017 19:00 |

| Boxscore |

| CSU Atlassib Sibiu                                   | 71–72 | CSM Oradea                                     |
| Scorul pe sferturi: 24-14, 15-21, 17-18, 15-19       |       |                                                |
| Pt: Mijajlovic 16 Rec: Williams 8 Pase: Mijajlovic 7 |       | Pt: Pasalic 27 Rec: Denison 9 Pase: Franklin 7 |

### Finala pentru locurile 1-2
Meciul 1
| 19 mai 2017 19:45 |

| Boxscore |

| U-BT Cluj-Napoca                                | 87–85 | Steaua CSM Eximbank București                  |
| Scorul pe sferturi: 26-21, 21-17, 21-25, 19-22  |       |                                                |
| Pt: Barro 27 Rec: Barro 13 Pase: Kariniauskas 7 |       | Pt: Runkauskas 18 Rec: Falker 9 Pase: Curry 10 |

Meciul 2
| 21 mai 2017 19:00 |

| Boxscore |

| U-BT Cluj-Napoca                                 | 84–80 | Steaua CSM Eximbank București                   |
| Scorul pe sferturi: 14-15, 23-19, 16-21, 31-25   |       |                                                 |
| Pt: Moldoveanu 23 Rec: Barro 12 Pase: Adamovic 6 |       | Pt: Runkauskas 21 Rec: Falker 12 Pase: Falker 5 |

Meciul 3
| 26 mai 2017 20:00 |

| Boxscore |

| Steaua CSM Eximbank București                       | 61–75 | U-BT Cluj-Napoca                                       |
| Scorul pe sferturi: 13-19, 14-13, 12-20, 22-23      |       |                                                        |
| Pt: Dudzinski 14 Rec: Dudzinski 7 Pase: Malesevic 4 |       | Pt: Barro 16 Rec: Barro, Moldoveanu 9 Pase: Adamovic 5 |